# Indios reyunos

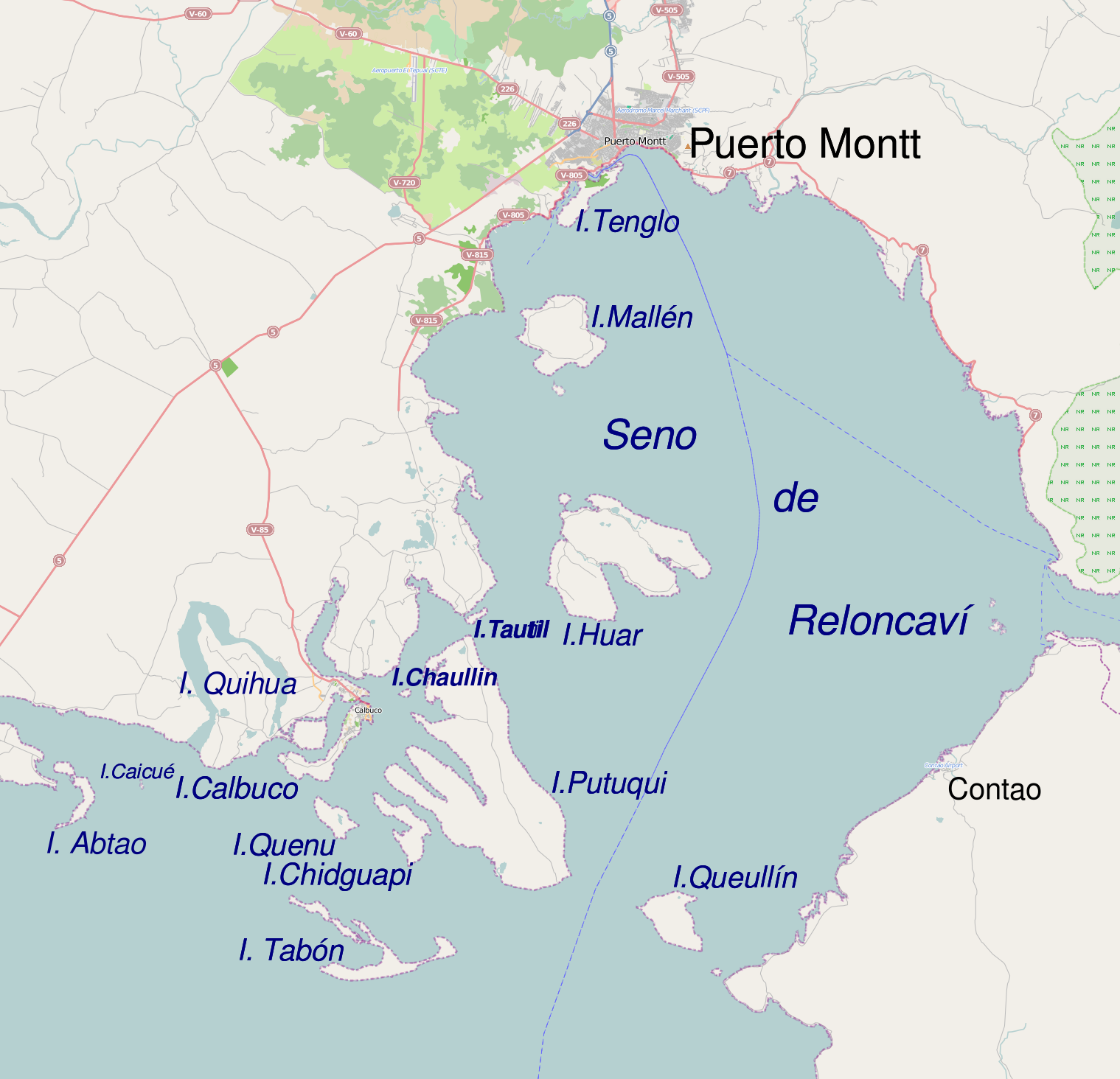
Archipiélago de Calbuco

Indios reyunos, también llamados indios del rey, fue la denominación que recibió en tiempos del imperio español un grupo de Indios auxiliares de etnia huilliche en el archipiélago de Calbuco, dependiente en época hispánica del Gobierno de Chiloé.
Los reyunos fueron considerados el estamento superior de la población huilliche en el territorio histórico de Chiloé, y jugaron un rol importante como defensores de la frontera septentrional de la provincia.

## Origen
El origen de los reyunos se asocia al despoblamiento de Osorno, en el contexto de la destrucción de las siete ciudades, en torno al año 1602. De acuerdo a algunos autores, mientras la ciudad era asediada por parcialidades rebeldes que buscaban acabar con la presencia española en la zona, un grupo de alrededor de 600 indígenas se habría mantenido fiel a los ocupantes europeos, y les habrían ayudado a escapar en dirección al sur.
Durante el trayecto se habría fundado un fuerte temporal en un sector denominado Guanauca, y luego de un primer intento de asentamiento en el sector del Rosario en la actual comuna de Calbuco, los españoles se asientan definitivamente en la Isla Caicaén, hoy conocida como Calbuco. Posteriormente se fundaría un segundo fuerte en la localidad de Carelmapu, hacia donde se traslada un segundo grupo de españoles.
En agradecimiento por su ayuda en el escape de Osorno, los españoles entregan a los reyunos la localidad hoy conocida como Caicaén, en el lado sur de la isla de Calbuco, así como la Isla Abtao, dividiéndose en partes iguales entre ambas localidades. Asimismo, se les exime de la encomienda a ellos y a sus descendientes, aunque se les compromete a servir como milicia a cambio de un pago de 300 pesos anuales proveniente del real situado.

## Siglos posteriores

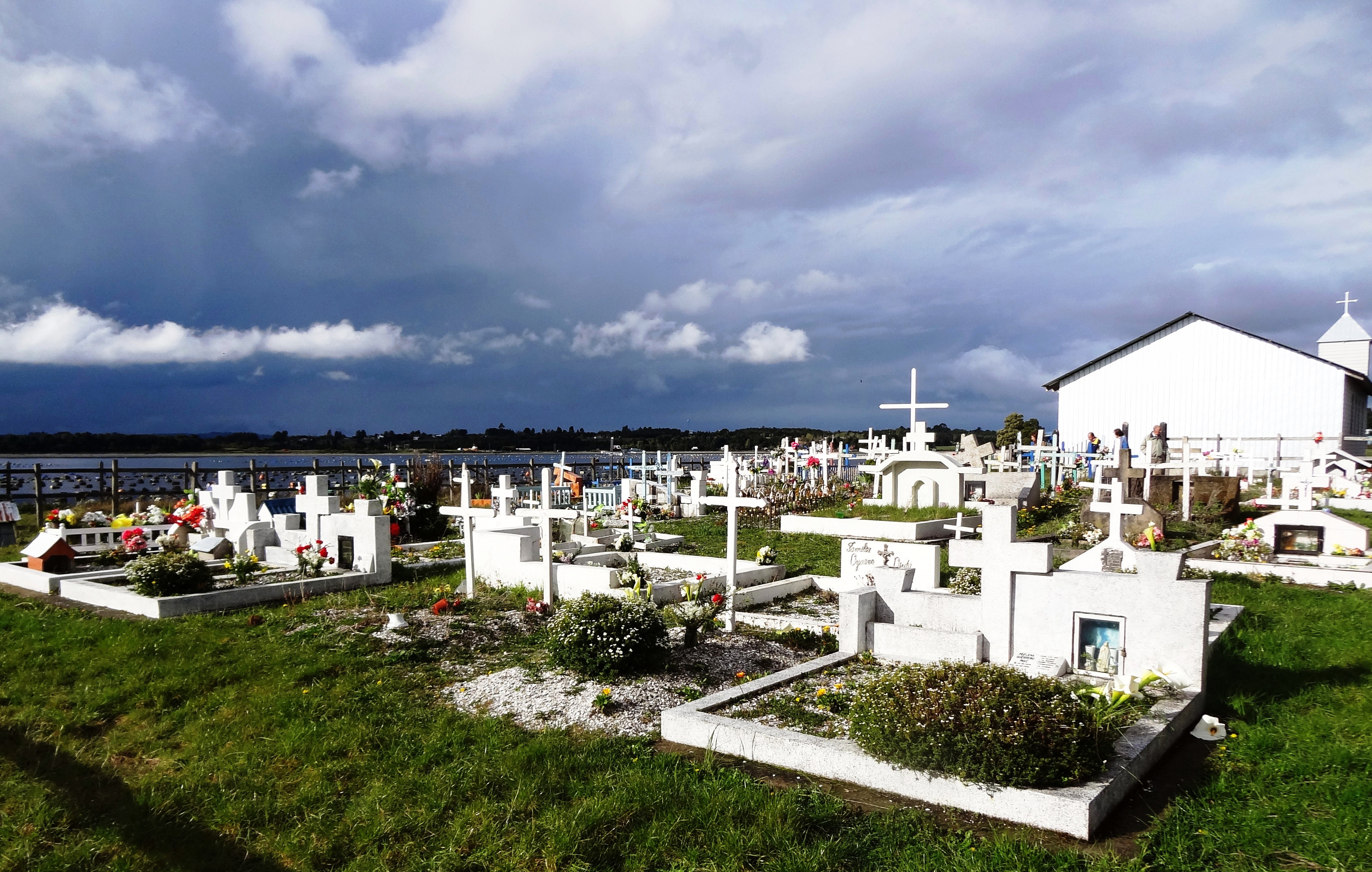
Cementerio indígena y capilla de Caicaén, lugar de asentamiento de los reyunos.

En 1712, diversos grupos huilliches de la Isla de Chiloé se rebelan contra los encomenderos del archipiélago, dando inicio a una de las mayores rebeliones indígenas de tiempos hispánicos en el sur de Chile. En ese contexto, seis emisarios son enviados a Calbuco con la misión de sumar a los reyunos (en el fondo, también huilliches) a la rebelión. No obstante, los reyunos deciden apresar a los mensajeros y enviarlos con los españoles, colaborando con ellos en el fin de la rebelión.
El apoyo de los reyunos a los españoles no siempre estuvo exento de problemas, y en 1765 los primeros acuden a la Real Audiencia producto de los trabajos en beneficio propio que les imponía el gobernador Juan Antonio Garreton Pibernat, recibiendo un fallo a favor y condenando a la autoridad a pagar una indemnización por su abuso.
El piloto y geógrafo José de Moraleda y Montero visitó las islas en 1788 y comparó en forma negativa a los indígenas de Calbuco con respecto a los del resto de Chiloé. Según él, se comportaban con altanería y poca deferencia, lo que atribuyó a los privilegios adquiridos por sus antepasados.
En 1796 Tomás O'Higgins visita Calbuco y se reúne con los caciques reyunos, que aún mantenían distinción del resto de los huilliches pese al fin de la encomienda. En ese viaje, relata que su población era de más de trescientas personas, y que se organizaban militarmente en tres compañías armadas con lanzas. Asimismo, los retrata como buenos católicos y fieles a la monarquía española.

## Época republicana

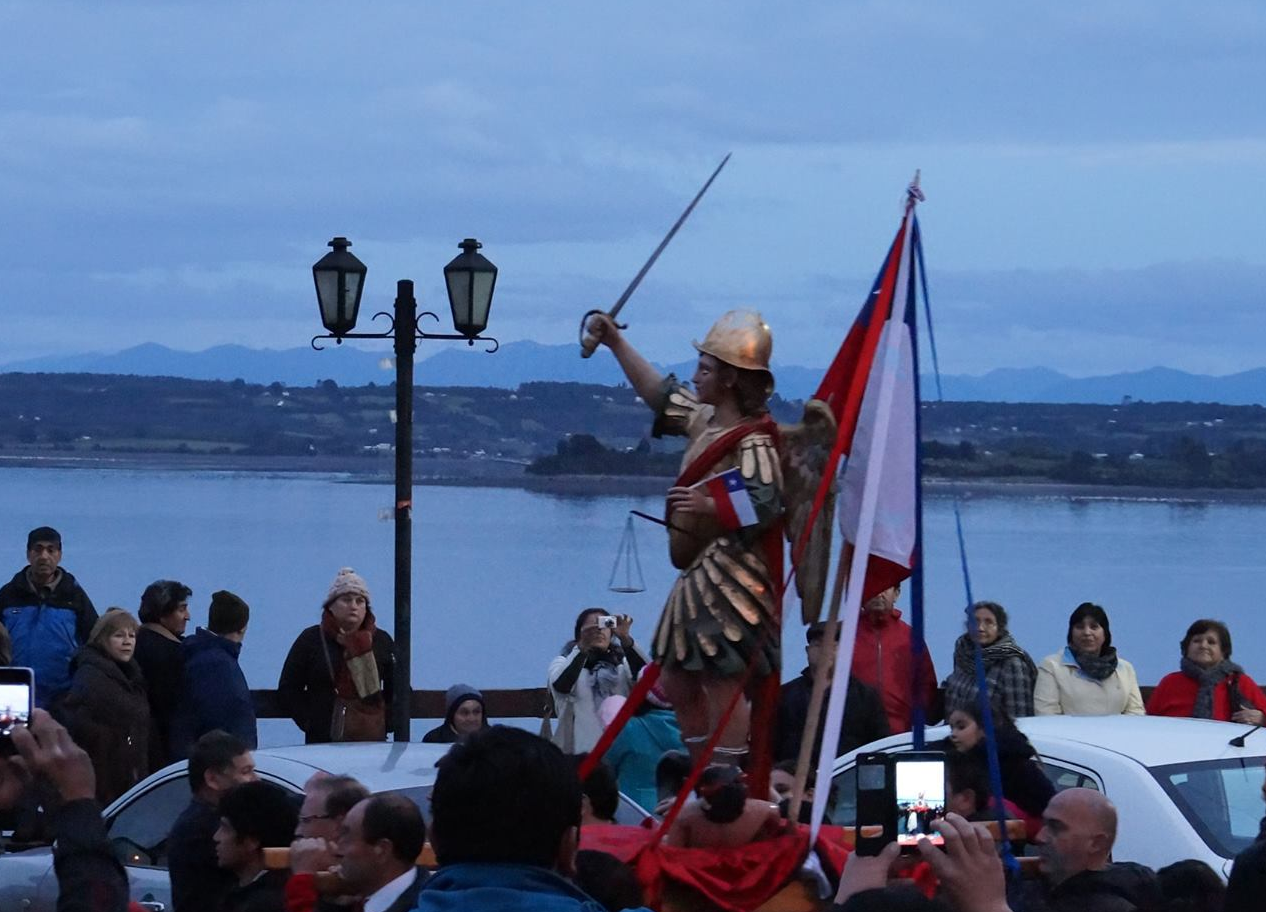
Arcángel San Miguel, figura central de la Fiesta de los Indios Caciques.

Durante las Campañas de Chiloé los fuertes chilotes continentales no tienen un rol relevante, y con la consolidación de la república de Chile en la zona, la antigua distinción de los reyunos pierde relevancia en una nueva institucionalidad que no hacía diferenciación entre etnias o estamentos. No obstante, aún en la década de 1840 subsistía cierta distinción social entre los caciques reyunos, lo que ocasionaba la molestia de los gobernadores locales de Calbuco que exigían su abolición. Este cuestionamiento finalmente dio lugar a que el día 12 de enero de 1844 el intendente de Chiloé Domingo Espiñeira decretara "extinguida la investidura de caciques con que aparecen varios individuos del departamento de Calbuco".
Pese a su desaparición como grupo social diferenciado, algunos elementos de su identidad sobreviven hasta el día de hoy, como la Fiesta de los Indios Caciques, atribuida a una supuesta rebelión de los reyunos en 1712, y el Cementerio Indígena de Caicaén, en uso continuo desde la llegada de los reyunos a esa localidad.